# Estrella Damm Daura
Daura es una cerveza lager de tipo Pilsen apta para celíacos producida en Barcelona por la marca Damm.
En el proceso de fabricación de esta cerveza se rompe la cadena del gluten, resultando una cerveza apta para celíacos. Para su fabricación Damm contó con el apoyo de la Unidad de Gluten del Centro Nacional de Biotecnología del CSIC (Consejo Superior de Investigaciones Científicas).
Daura tiene una graduación alcohólica de 5,4 % y un nivel de gluten inferior a 3 ppm (partes por millón)analizados usando el método ELISA R5 Competitivo que es el aceptado en la actualidad (febrero de 2013) como el válido para productos hidrolizados como la cerveza. Según el Codex Alimentarius, un producto se considera apto para celíacos si tiene menos de 20 ppm, lo habitual en las cervezas estándar es que este valor alcance niveles de hasta 200 ppm dependiendo del tipo de cerveza.

## Nota de cata
Damm Daura está muy aceptada a nivel mundial por ser una de las cervezas sin gluten más demandadas.
La nota de cata de esta cerveza es:
- Visual: Amarillo dorado altamente transparente.
- Olfativa: olor a lúpulo y levadura.
- Gusto: fresco, sabor suave y final amargo.

## Premios
- 2008

- Premio a la Mejor Cerveza sin Gluten del World Beer Awards en Londres.
- 2009

- Premio a la Mejor Cerveza sin Gluten del World Beer Awards en Londres.
- 2011

- Medalla de Oro del World Beer Championships por el Beverage Testing Institute en Chicago.
- Medalla de Oro del Internacional Beer Challenge en Londres.
- Premio a la Mejor Cerveza sin Gluten del World Beer Awards en Londres.